# 자극 (생리학)

램프(1.)의 빛은 식물 환경에서 감지 가능한 변화로 작용한다. 결과적으로 식물은 광성 반응, 즉 빛 자극을 향해 방향성 성장(2.)을 보인다.

생리학에서 자극(stimulus)은 유기체의 내부 또는 외부 환경의 물리적 또는 화학적 구조에서 감지 가능한 변화를 말한다.

## 계의 반응
계의 반응, systematic response

## 같이 보기
- 자극
- 환경
- 계
- 환경 (계)